# Hiroyuki Nakano
Pour les articles homonymes, voir Nakano (homonymie).
Hiroyuki Nakano (中野裕之, Nakano Hiroyuki), né le 22 janvier 1958 à Fukuyama dans la préfecture de Hiroshima, est un réalisateur japonais.

## Biographie
Hiroyuki Nakano fait ses études l'université Waseda.

## Filmographie

### Fiction
- 1998 : Samurai Fiction (SF サムライ・フィクション, Esu efu samurai fikushon?)
- 2000 : Pop Group Killers
- 2001 : Red Shadow (RED SHADOW 赤影, Reddo shadō akakage?)
- 2001 : Stereo Future
- 2003 : Slow Is Beautiful (court-métrage)
- 2003 : Return
- 2009 : Tajomaru

### Documentaires
- 1989 : Watching People
- 1995 : Spiritual Earth: Aloha Wave
- 2013 : Flying Bodies
- 2014 : Fool Cool Rock! One Ok Rock Documentary Film
- 2018 : Peace Nippon (ピース・ニッポン, Piisu Nippon?)

### Source de la traduction
- (en) Cet article est partiellement ou en totalité issu de l’article de Wikipédia en anglais intitulé « Hiroyuki Nakano » (voir la liste des auteurs).